# Ruth Fuchs
Ruth Fuchs (Egeln, 1946. december 14. – Jéna, 2023. szeptember 20.) kétszeres olimpiai bajnok és világrekorder német atlétanő, később politikus.

## Élete

### Sportpályafutása
Gyermekként kezdett sportolni a güstrowi Gyermek- és Ifjúsági Sportiskolában. Az érettségi után 1964-ben Karl-Marx-Stadtban kezdett orvosi tanulmányokba, 1966-ban orvosasszisztensi képesítést szerzett. 1970-ben ő lett az első atlétanő, aki gerelyhajításban átlépte a 70 méteres határt. 1971-ben az atlétikai Európa-bajnokságon bronzérmet szerzett. 1972-ben esélyesként érkezett a müncheni olimpiára, ahol megnyerte első olimpiai bajnoki címét. 1974-ben megszerezte az Európa-bajnoki címet is, majd 1976-ban a montreali olimpián megvédte olimpiai bajnoki címét. 1978-ban másodszor is Európa-bajnok lett. Ezután fokozatosan visszavonult az aktív élsporttól, az 1980-as moszkvai olimpián elért nyolcadik helyezése után visszavonult az aktív sporttól.
Pályafutása alatt Fuchs nyolc világrekordot állított fel.

### Politikai és tudományos pályája
1971-ben lépett be az NDK-ban vezető szerepet játszó Németország Szocialista Egységpártjába. Még sportkarrierje idején beiratkozott a lipcsei sportfőiskolára, ahol 1981-ben testnevelésből tanári, 1984-ben pedig doktori címet szerzett. 1984-től kezdve a jénai egyetemen dolgozott tudományos asszisztensként.
Az NDK Népi kamarájának 1990-es tavaszi újraválasztásán a PDS színeiben képviselővé választották. 1990 decemberéig volt a Bundestag képviselője. 1991-től egy éven keresztül a türingiai PDS-szervezet vezetője volt, majd 1992-től kezdve 10 éven keresztül ismét Bundestag-képviselőként dolgozott. A párt 2002-es választási bukásakor esett ki a parlamentből. 2004-ben ismét parlamenti képviselőként folytathatta politikai tevékenységét, ezúttal a türingiai tartományi törvényhozásban.
2006-ban a Spiegel című újság azzal vádolta meg, hogy sportolóként együttműködött a keletnémet állambiztonsági minisztériummal, a Stasival.
Ruth Fuchs házas, gyermeke nincs. A Jéna melletti Bucha városkában lakik. Politikai tevékenysége mellett egy ruházati bolt tulajdonosa.

### Fordítás
- Ez a szócikk részben vagy egészben a Ruth Fuchs című német Wikipédia-szócikk ezen változatának fordításán alapul.  Az eredeti cikk szerkesztőit annak laptörténete sorolja fel. Ez a jelzés csupán a megfogalmazás eredetét és a szerzői jogokat jelzi, nem szolgál a cikkben szereplő információk forrásmegjelöléseként.